# Morgi (Rozogi)
Morgi (auch: Kumielsk, deutsch von Löbensche Morgen) ist der nicht mehr offizielle Name eines Ortes in der polnischen Woiwodschaft Ermland-Masuren. Die Ortsstelle liegt im Gebiet der Gmina Rozogi (Landgemeinde Friedrichshof) im Powiat Szczycieński (Kreis Ortelsburg).
Die Ortsstelle Morgi liegt in der südlichen Mitte der Woiwodschaft Ermland-Masuren, 27 Kilometer südöstlich der Kreisstadt Szczytno (deutsch Ortelsburg).
Bis 1945 bestand der Ort von Löbensche Morgen aus mehreren kleinen Gehöften und war ein Wohnplatz der Gemeinde Friedrichshof (polnisch Rozogi). Seit 1945 liegt der Ort in Polen und erhielt die polnische Namensform „Morgi“, daneben wohl auch die Bezeichnung „Kumielsk“. Heute ist es „część wsi Rozogi“ („ein Teil des Dorfes Rozogi“) und also in der Landgemeinde Rozogi aufgegangen, ohne noch erwähnt zu werden.
Kirchlich war von Löbensche Morgen in die evangelische Kirche Friedrichshof und ist seit 1945 in die Pfarrei Szczytno eingegliedert. Katholischerseits gehörte der Ort nach Liebenberg (polnisch Klon), heute zur Pfarrei Rozogi.
Die Ortstelle Morgi (Kumielsk) liegt an einer Nebenstraße, die von Rozogi (Friedrichshof) über Kwiatuszki Wielkie (Groß Blumenau) bis nach Ciesina (Erdmannen) führt.
Bis 1945 war von Löbensche Morgen ein Haltepunkt an der Bahnstrecke Puppen–Friedrichshof der Ortelsburger Kleinbahn. Nach 1945 wurde die Bahnstrecke noch bis Myszyniec verlängert, und die kleine Bahnstation wurde von 1945 bis 1947 als „Morgi“, danach als „Kumielsk“ weiterhin bedient, bis die gesamte Strecke 1973 eingestellt wurde.